# آموزش عالی در گیلان
اولین مرکز آموزش عالی در گیلان، در سال ۱۳۴۴ خورشیدی، با گشایش آموزشگاه عالی پرستاری، آغاز به کار کرد و در پی آن، مدرسه عالی بازرگانی رشت، در سال ۱۳۴۸ خورشیدی و مدرسه عالی پرستاری، در سال ۱۳۵۵ خورشیدی، تأسیس گردیدند.
پس از آنها، دانشگاه گیلان، در راستای قراردادی میان ایران و آلمان غربی، در سال ۱۳۵۳ خورشیدی، تأسیس شد و از سال ۱۳۵۶ خورشیدی؛ کار خود را با پذیرش ۱۵۵ دانشجو در ۹ رشته، آغاز کرد. پس از انقلاب اسلامی ایران، مدرسه عالی مدیریت گیلان در لاهیجان و مدرسه عالی بازرگانی رشت، با دانشگاه گیلان، ادغام شدند.

## دانشگاه‌ها و موسسات آموزش عالی دولتی
- دانشگاه گیلان
- دانشگاه علوم پزشکی گیلان
- دانشکده فنی کاسپین، پردیس دانشکده‌های فنی دانشگاه تهران[۴]
- دانشکده فنی فومن، پردیس دانشکده‌های فنی دانشگاه تهران[۵]
- آموزشکده دریایی شهید خدادادی بندرانزلی
- آموزشکده فنی مهندسی معین رشت
- آموزشکده فنی مهندسی شهید چمران رشت[۶]
- دانشکده پیراپزشکی صومعه سرا
- دانشگاه فنی و حرفه‌ای و تربیت دبیر فنی صومعه سرا
- آموزشکده فنی امام جعفر صادق(ع)آستانه اشرفیه

## دانشگاه آزاد اسلامی
- دانشگاه آزاد اسلامی واحد لاهیجان
- دانشگاه آزاد اسلامی آستارا
- دانشگاه آزاد اسلامی واحد بندرانزلی
- دانشگاه آزاد اسلامی واحد آستانه اشرفیه
- دانشگاه آزاد اسلامی واحد رودسر
- دانشگاه آزاد اسلامی واحد رشت
- دانشگاه آزاد اسلامی لشت نشاء
- دانشگاه آزاد اسلامی واحد تالش
- دانشگاه آزاد اسلامی واحد سیاهکل
- دانشگاه آزاد اسلامی واحد رودبار
- دانشگاه آزاد اسلامی واحد صومعه سرا
- دانشگاه آزاد اسلامی واحد فومن و شفت
- آموزشکده فنی و حرفه‌ای سما واحد رشت
- آموزشکده فنی و حرفه‌ای سما واحد سیاهکل
- آموزشکده فنی و حرفه‌ای سما واحد لاهیجان
- آموزشکده فنی و حرفه‌ای سما واحد سیاهکل

## دانشگاه پیام نور
- دانشگاه پیام نور واحد لنگرود
- دانشگاه پیام نور رودسر
- دانشگاه پیام نور مرکز کلاچای
- دانشگاه پیام نور مرکز رشت
- دانشگاه پیام نور تالش
- دانشگاه پیام نور واحد آستانه
- دانشگاه پیام نور واحد بندرانزلی
- دانشگاه پیام نور واحد صومعه سرا
- دانشگاه پیام نور واحد منجیل
- دانشگاه پیام نور رضوانشهر [۷]

## مراکز آموزش عالی زیر نظر دانشگاه جامع علمی - کاربردی
- مرکز آموزش علمی کاربردی آستارا
- مرکز آموزش علمی کاربردی آتالش 1
- دانشگاه جامع علمی کاربردی فومن
- دانشگاه جامع علمی کاربردی رودسر
- دانشگاه جامع علمی کاربردی بندرانزلی
- دانشگاه جامع علمی کاربردی صومعه سرا

## دانشگاه‌ها و موسسات آموزش عالی غیرانتفاعی - غیردولتی
- مؤسسه آموزش عالی راهبردشمال رشت(در سطح یک رتبه‌بندی علمی-آموزشی دانشگاه‌ها و موسسات آموزش عالی کشور)
- موسسه آموزش عالی جهاد دانشگاهی رشت
- مؤسسه آموزش عالی غیرانتفاعی مهر آستان
- مؤسسه آموزش عالی کادوس رشت
- مؤسسه آموزش عالی احرار رشت
- مؤسسه آموزش عالی موج بندر انزلی
- مؤسسه آموزش عالی جابربن حیان رشت
- مؤسسه آموزش عالی کوشیار رشت
- مؤسسه آموزش سردار جنگل رشت
- مؤسسه آموزش عالی اندیشمند لاهیجان
- مؤسسه آموزش عالی دامون
- مؤسسه آموزش عالی دیلمان
- مؤسسه آموزش عالی قدیر لنگرود
- مؤسسه آموزش عالی شهریار آستارا